# 张治礼
张治礼（1970年5月—），中华人民共和国政治人物，男，汉族，1990年7月参加工作，1997年1月加入中国共产党，在职博士研究生学历，生于安徽临泉。现任中华人民共和国农业农村部党组成员、副部长。

## 生平
曾任云南省人民政府党组成员、副省长。2024年4月起任中共云南省委常委、省委统战部部长、云南省政协党组副书记。2024年10月转任中华人民共和国农业农村部党组成员。